# The Broads
Pour les articles homonymes, voir Broad.
The Broads est un parc national du Norfolk et du Suffolk au Royaume-Uni. Créé en 1989, il couvre une superficie de 303 km². Il s'agit d'un réseau de rivières et de lacs, navigables pour la plupart. Il y a sept rivières et 63 canaux.

## Description
Les Broads sont la plus grande zone humide protégée de Grande-Bretagne C'est en bateau que l'on peut le mieux explorer les 300 km de voies navigables et les quatorze lacs (provenant du drainage des marais médiévaux) qui composent les Broads.
Certains des lacs sont entourés de tourbières, c’est-à-dire de roseaux et de carex. Le roseau de Norfolk a été un matériau traditionnel pour les maisons de chaume.
Dans la région, les villages des lacs sont célèbres pour les toits de chaume et les charpentes apparentes de leurs églises.

## Faune
Les Broads, vaste zone humide, abritent en conséquence une multitude d’oiseaux. Parmi les espèces observées figurent le canard colvert, la foulque, la poule d'eau, le grèbe huppé, l’oie cendrée, la bernache du Canada, l’oie égyptienne, le héron cendré, le martin-pêcheur, le busard des marais, le cormoran, le crécerelle, l’épervier et le butor. La rare bouscarle de Cetti se reproduit dans les larges et des grues communes reproductrices se trouvent dans la région.
Parmi les insectes rares figurent le colporteur de Norfolk, une espèce de libellule, et The Broads est le seul habitat de la sous-espèce britannique du papillon Machaon (Papilio machaon), espèce présente par ailleurs dans toute l'Europe continentale. Sa plante nourricière locale, le Peucédan des marais (Thysselinum palustre), y prospère.

## Galerie

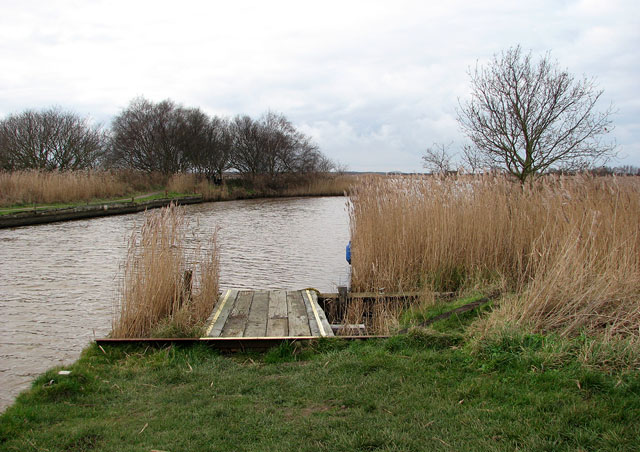
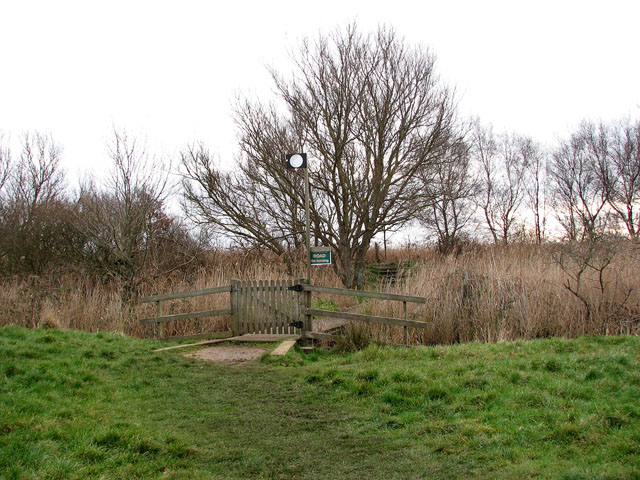
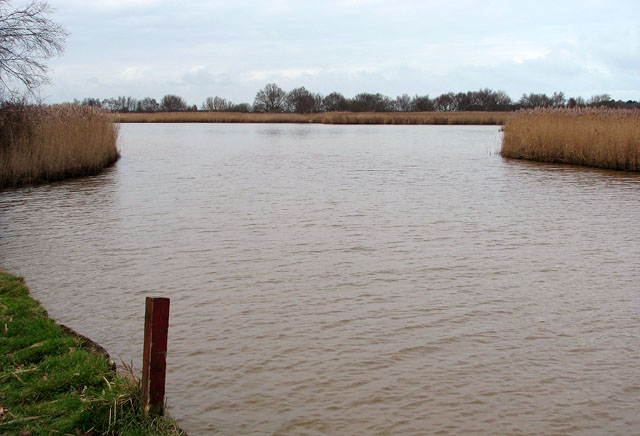
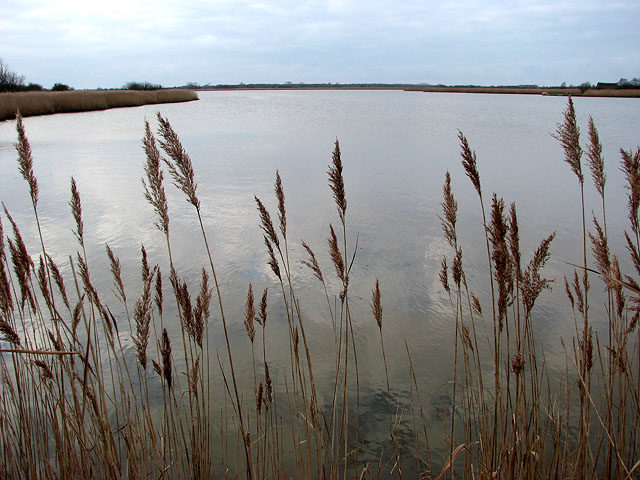
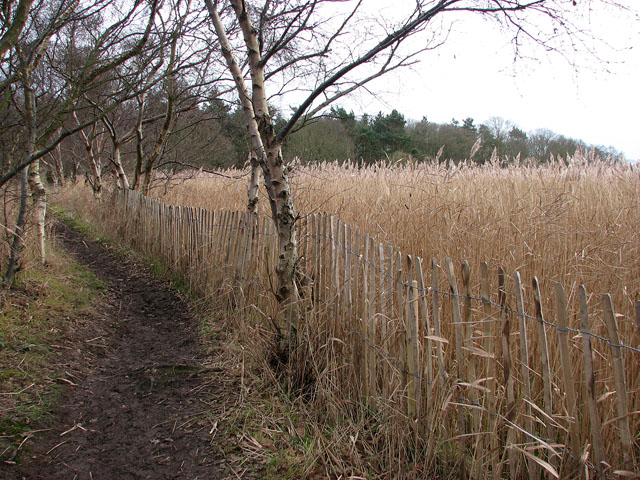